# Криково
Кри́ково (рум. Cricova, Крикова) — місто в Молдові у складі муніципію Кишинів.
Стародавнє згадування села, під назвами Вадул Петрей і Ведень, відноситься до 1431 року. З давніх часів тут добувають будівельний камінь — котелець. У штольнях, що утворилися, розташувалися знамениті Криковські підвали, що простягнулися на багато кілометрів. Там зберігаються понад 100 колекцій вин із найкращих сортів винограду, вирощеного в центральній частині Молдови.
Місто одержало популярність завдяки комбінату ігристих і марочних вин «Крикова» — єдиному в Молдові й одному з деяких на території колишнього СРСР підприємства, що виробляє ігристі вина методом класичної шампанізації. Крім ігристих вин, підприємство випускає великі асортименти якісних ординарних і марочних виноградних вин, що визрівають у підвалах загальною довжиною 60 км.
Колекція вин «Крикова» нараховує більше мільйона пляшок — не тільки молдавських, але й унікальних іспанських, італійських, французьких вин, а також зразки виноробства багатьох інших країн. Стверджується, що в криковських підвалах зберігається вино з колекції Германа Герінга, що надійшло сюди після закінчення німецько-радянської війни. Найперший зразок вина датується 1902 роком.

## Етнічний склад
Етнічний склад, згідно переписом 2004 року
Етнічний склад міста згідно перепису населення з 2004:
| Етнічна група       | Чисельність | % Відсоток   |
| ------------------- | ----------- | ------------ |
| молдовани та румуни | 7.370 281   | 74,61% 2,84% |
| росіяни             | 1.123       | 11,37%       |
| українці            | 788         | 7,98%        |
| гагаузи             | 82          | 0,83%        |
| болгари             | 74          | 0,75%        |
| цигани              | 29          | 0,29%        |
| інші                | 131         |              |
| Загальна            | 9.878       | 100%         |